# Nueva Ocotepeque
Nueva Ocotepeque (del náhuatl: Okotepek ‘En el cerro de los ocotes’) es un municipio y una ciudad de la República de Honduras, cabecera del departamento de Ocotepeque.

## Origen del Municipio
Fundado en 1530 con el nombre de Ocotepec, en el recuento de población de 1971 aparece como cabecera de Curato. En la primera división Política-Territorial en 1825, formaba parte del partido de Santa Rosa, departamento de Gracias. El 12 de abril de 1843 recibe el título de Villa hasta julio de 1870 cuando se le confiere el título de ciudad, perteneciente al municipio de Copán hasta 1906. En la división del departamento en 1926, aparece como distrito formado por los municipios de Sinuapa, Concepción y Santa Fe.

## Límites
El Municipio de Ocotepeque es la cabecera del Departamento de Ocotepeque, situado en el Occidente de Honduras.
| Orientación | Límite                              |
| ----------- | ----------------------------------- |
| Norte       | Municipio de Sinuapa, Ocotepeque    |
| Norte       | Municipio de Concepción, Ocotepeque |
| Sur         | República de El Salvador            |
| Este        | Municipio de Sinuapa, Ocotepeque    |
| Oeste       | Municipio de Santa Fe, Ocotepeque   |

Este departamento tiene una extensión territorial 1630 km².
Es una ciudad bifronteriza. Cuenta con una de las Reservas Biológicas más importantes de Centroamérica (Reserva del "Güisayote")
Es una de las ciudades mejor topografiadas del país.

## Población

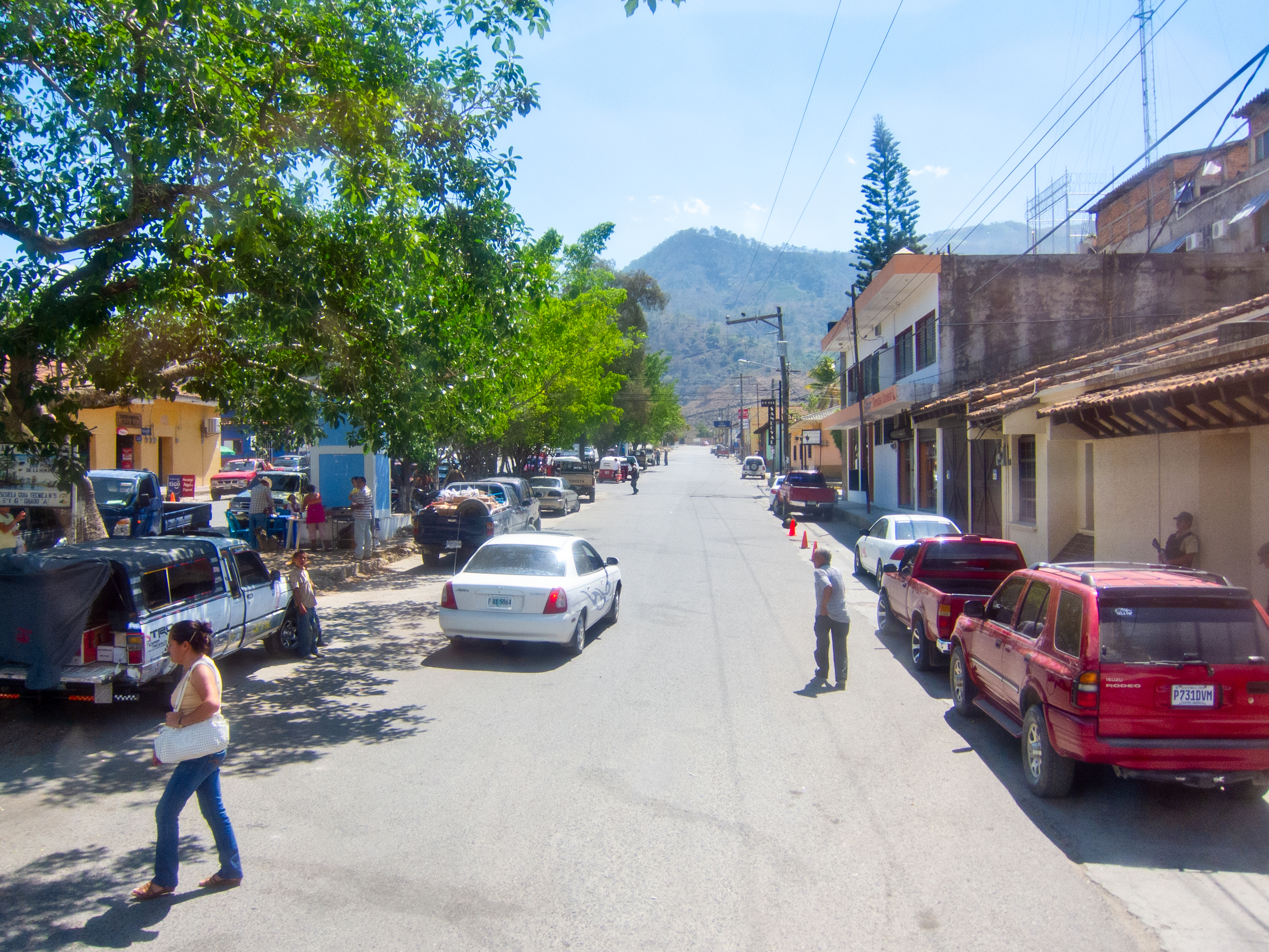
Calles de Ocotepeque.

La población en el año 2019 era de 25,647 personas la cual está compuesta por 11,925 hombres y 13,722 mujeres. Con una población en el área urbana de 16,201 personas y en área rural de 9,446 personas.

## Historia
Data de la época precolombina.
En 1526, fue conquistada por Francisco de las Casas y Gil González Dávila quienes le dieron el nombre de El Asistente.
En 1532, aparece mencionada como una población perteneciente a la Alcaldía Mayor de San Salvador en la carta de relación del primer obispo de Guatemala a Francisco Marroquín.
En 1530, a finales se integraría a la Alcaldía Mayor de Comayagua y se le cambiaría el nombre a Nueva Ocotepeque.
En 1769, en el recuento de población de 1769 aparece como cabecera de Curato.
En 1825, en la primera División Política Territorial en 1825, formaba parte del Partido de Santa Rosa, Departamento de Gracias.
En 1843 (13 de abril), le dieron el título de Villa.
En 1870 (julio), recibió el título de ciudad, hasta febrero de 1969 fue un municipio de Copán (La Asamblea Nacional Constituyente por Decreto N.º 106 de fecha 20 de febrero de 1869 creó este departamento, siendo el presidente de la República el general Manuel Bonilla Chirinos, presidente de la Asamblea Nacional el doctor Fausto Dávila. Hasta el mes de febrero de 1906 fue un Municipio de Copán.
En 1926, en la División del Departamento de 1926 aparece como Distrito, formado por los Municipios de: Sinuapa, Concepción y Santa Fe, o se la misma que tenía en la División Política de 1896.
En 1934 (7 de junio), la ciudad fue destruida por las inundaciones del Río Marchala, por lo que se decreta que Sinuapa sea la capital provisional del Distrito.
En 1935 (17 de septiembre), tras un año de reconstrucción, se decreta la fundación de Nueva Ocotepeque y su constitución como cabecera del departamento.
En 1958 se retira el nombre de Nueva Ocotepeque y se decreta que llamarse como: Ocotepeque.
En 1969, sucede La Guerra del fútbol con la República de El Salvador, la cual invadió y obligó a unos de sus pobladores a salir al interior de Honduras. El Ejército de El Salvador tomo la ciudad.

## Economía
Su principal rubro es el café, maíz, repollo, caña de azúcar, cebolla (PNUD, 2006).
Se considera, que el Municipio de Ocotepeque es un centro convergente y de negocios, por estar ubicado a escasos kilómetros tanto de la Frontera El Poy con la República de El Salvador, como también de la Frontera Agua Caliente con la República de Guatemala. Asimismo, por ser la cabecera departamental, atrae a la población de los municipios aledaños, quienes se trasladan ya sea para realizar transacciones de compraventa, como por motivos de estudio.

## Turismo

### Antigua Ocotepeque
Una ciudad colonial declarada patrimonio de la humanidad. Se ven las ruinas en las donde vivieron los ocotepecanos que perdieron sus viviendas tras ser arrasadas por el Río Marchala que al rebalsarse un dique natural sus pobladores tuvieron que huir de aquella fuerza que arranca árboles. Las fotos de dicha ciudad que fueron tomadas en el auge de la ciudad sus ciudadanos vestían de Casimir de pies a cabeza. En su iglesia tenían altares adornados de oro y piedras preciosas (todas desaparecidas después de la guerra del '69 Salvador contra Honduras). Aún se puede observar cosas que no se pudo llevar el río como la cultura y el legado de los moros, cultura étnica chortí que hacen un baile, entre otras.

### Piedra de Cayaguanca
Es una piedra que sobresale de una montaña de Ocotepeque. Se encuentra a una altura aproximada de 1600 m s. n. m. y desde su punto más alto es posible observar casi en su totalidad el Valle de Sesecapa, la ciudad de Ocotepeque y las aldeas cercanas a esta. La mitad de la piedra pertenece a El Salvador.

### Cuevas de Piñuelas
Son unas cuevas que se encuentran en las costas del Río Lempa.

### Aguas termales de San Miguel
Son una serie de pozos de agua caliente.

### Día de Casiano
Es el único lugar de Honduras (se celebra en todo el departamento) donde se celebra el Día de casiano, donde los niños de los distintos barrios salen a las calles, casa por casa a pedir dinero o ayote en miel cargando un muñeco grande similar a un espantapájaros y gritando "ayote pa' casiano", se celebra el primero de noviembre previo al día de los muertos (2 de noviembre). Esta costumbre se ha ido perdiendo con el pasar de los años pero siempre hay algunos grupos de niños y jóvenes que siguen con la tradición. De igual manera, es durante la noche generalmente en el momento que se sale a celebrar el día del casiano

## Deportes
El Estadio John F. Kennedy (en honor al presidente estadounidense) es un estadio de fútbol donde varios equipos juegan en una liga municipal. En 2020 Ocotepeque casi es representado en la Liga Nacional De Honduras Por el Club Atlético Pinares club que por problemas económicos desaparecería antes de iniciar el torneo 2021, dándole su lugar al FC Alvarado de La Ceiba.

## Transporte
Debido a su Posición Geográfica, el mejor método para viajar es vía terrestre y vía aérea, pero el Aeropuerto de Ocotepeque se encuentra sin uso desde la Guerra del Fútbol con El Salvador.
Vía Terrestre encontramos 4 empresas: Transportes Congolon que conecta a Ocotepeque con otras ciudades de Honduras, también se puede viajar con la empresa de Transportes Sultana Rivera. También la empresa de Transporte San José con rutas diversas interconectando la Aduana Agua Caliente con Guatemala y la Aduana El Poy con El Salvador, además de la empresa de Trasporte Copaneco que recientemente inició operaciones desde Ocotepeque a San Pedro Sula y viceversa en distintos horarios.

## División Política
Aldeas: 9 (2013)
Caseríos: 89 (2013)
| Código | Aldea                  |
| ------ | ---------------------- |
| 140101 | Ocotepeque             |
| 140102 | Antigua Ocotepeque     |
| 140103 | El Barreal             |
| 140104 | El Volcán              |
| 140105 | La Comunidad           |
| 140106 | Pie del Cerro          |
| 140107 | San José de la Reunión |
| 140108 | San Miguel             |
| 140109 | San Rafael             |
|        | Cayaguanca             |
|        | Vega Grande            |
|        | Azacualpa              |
|        | Los Planes             |
|        | El Salitre             |
|        | El Junquillo           |